# Munster
Munster (früher auch als Munsterlager bezeichnet) ist eine Kleinstadt im Landkreis Heidekreis in Niedersachsen. Bezogen auf die Zahl der dort stationierten Soldaten ist Munster der größte Standort des deutschen Heeres und viertgrößter Standort der Bundeswehr. Nördlich und südlich der Stadt liegt der Truppenübungsplatz Munster.

## Geographie
Munster liegt in der Lüneburger Heide am Fluss Örtze zwischen Soltau und Uelzen.
Munster ist die größte Garnison des deutschen Heeres (s. u.). Dies ist bedingt durch die in den 1890er bzw. 1930er Jahren eingerichteten Truppenübungsplätze Munster-Nord und -Süd. Auf dem Truppenübungsplatz Munster-Nord befindet sich das aufgelassene Dorf Lopau.
Das Betretungsverbot der Plätze für die Bevölkerung hat dazu geführt, dass sich dort – besonders auf dem Übungsplatz Munster-Süd – zum Teil in Deutschland einzigartige Lebensräume erhalten haben und einige Tierarten finden, die man in Deutschland kaum noch antrifft. Im April 2012 wurde auf dem Platz Munster-Nord der erste Wolf in Niedersachsen nachgewiesen. Im Jahre 2013 brachte hier ein Wolfspaar sieben Welpen zur Welt.

## Geschichte
Im Jahre 1252 erfolgte die erste urkundliche Erwähnung in einem Verzeichnis bischöflicher Tafelgüter sowie einzelner weiterer Einkünfte des Bischofs von Verden. Das einzige hierzu erhaltene Dokument ist eine Abschrift von Christoph G. Pfannkuchen aus der Mitte des 19. Jahrhunderts, das in der Historischen Bibliothek des Domgymnasiums zu Verden aufbewahrt wird.
Im Juni 1893 wurde der Truppenübungsplatz Munster Süd erstmals durch das 91. Infanterie-Regiment unter dem Kommando von Paul von Hindenburg genutzt.
Anfang 1945 wurde Munster zur Lazarettstadt erklärt und am 17. April von britischen Truppen besetzt. Die Kasernen wurden als britische Garnison und Gefangenenlager in Anspruch genommen. Das Lager wurde mit ca. 1,7 Millionen Entlassungen das größte Entlassungslager für kriegsgefangene Soldaten der Wehrmacht. Bereits im Frühsommer 1945 wurden erste Dienstgruppen (Labour-Service-Einheiten) als Vorgänger der German Civil Labour Organisation (GCLO), später German Service Organisation (GSO) aufgestellt. Im Jahre 1956 wurde Munster Garnison der Bundeswehr und entwickelte sich ab 1990 zur größten Garnison im vereinigten Deutschland.
Die Stadtrechte wurden am 20. Oktober 1967 verliehen. Bis zum 31. Juli 1977 gehörte das Stadtgebiet zum Landkreis Soltau und danach zum Landkreis Soltau-Fallingbostel; dieser heißt seit dem 1. August 2011 Landkreis Heidekreis.
Im Zuge der 1. Landesausstellung Natur im Städtebau 1988 wurde die Innenstadt neu gestaltet. 1994 war Munster Ausrichter des Tages der Niedersachsen.
Am 1. Februar 1971 wurden die Gemeinden Alvern, Ilster, Oerrel, Töpingen und Trauen eingegliedert. Am 1. Juli 1972 folgten Breloh und das bis dahin im Landkreis Uelzen gelegene Lopau.

## Kirchen

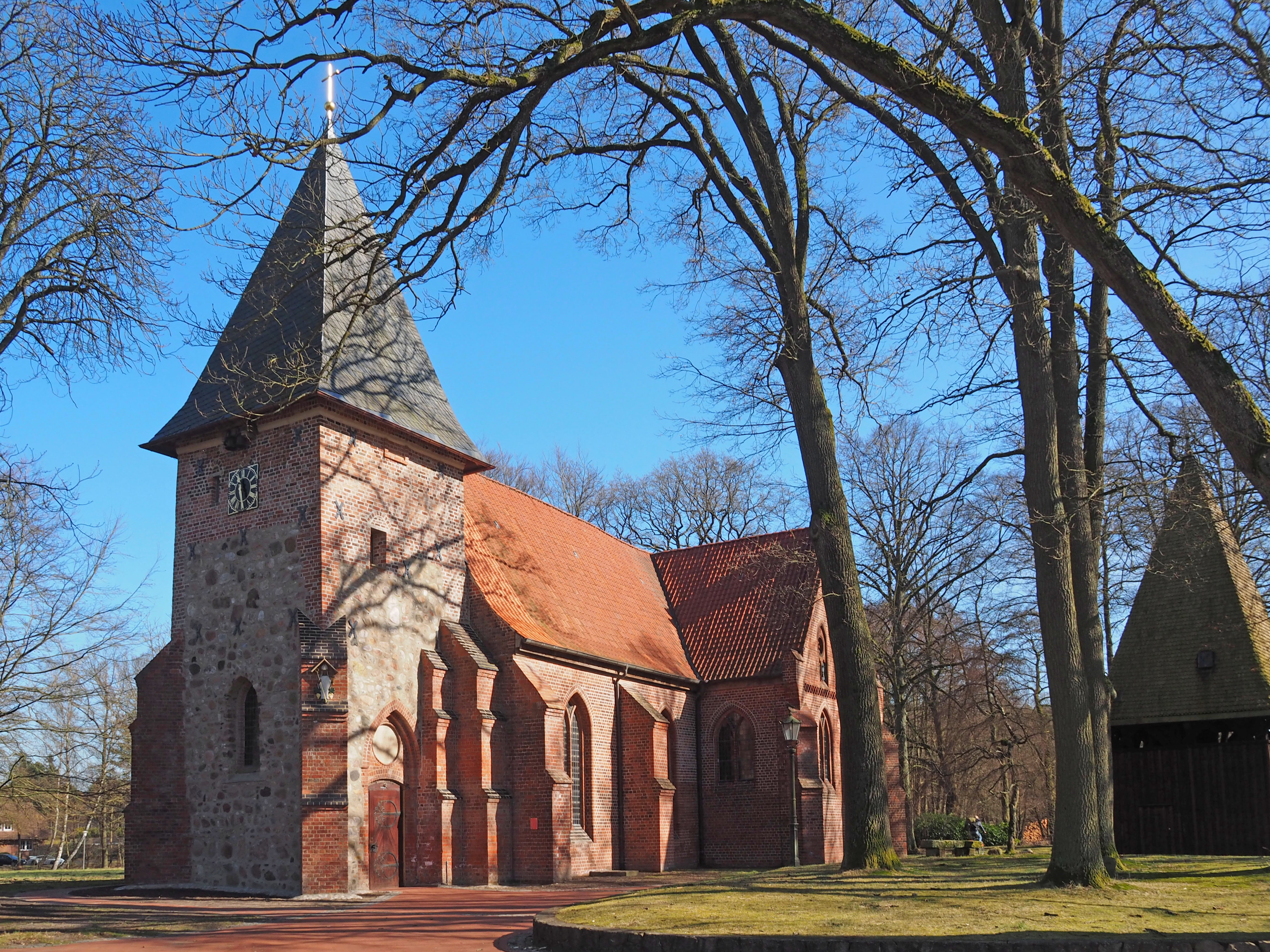
St.-Urbani-Kirche

Die ev. St.-Urbani-Kirche, ein Ziegelbau mit einem quadratischen Westturm in Feldsteinmauerwerk, ist eine in ihren Ursprüngen aus dem 13. Jahrhundert stammende Heidekirche. Der ursprüngliche Bau wurde 1519 Opfer einer Brandstiftung. Bis Ende des 16. Jahrhunderts erfolgte der Wiederaufbau. Gleichzeitig wurde die Kirche um einen hölzernen Glockenturm ergänzt. 1880/1881 wurde der Bau renoviert und um ein Querschiff erweitert. Außerdem erfolgte der Einbau einer Orgel.
Die 1989 geweihte Kirche St. Martin, am Ende der Marienburger Straße gelegen, wird auch Schafstallkirche genannt, da sie in einem ehemaligen Schafstall eingerichtet wurde.
Im Ortsteil Breloh befindet sich die 1970/71 errichtete Friedenskirche, zu der auch ein Kindergarten gehört.
Die evangelisch-lutherischen Kirchengemeinden St. Martin, St. Urbani und Breloh in Munster haben sich zum 1. Januar 2012 zur Evangelisch-lutherischen Kirchengemeinde Munster zusammengeschlossen.
Die 1961 geweihte Kirche St. Stephanus, an der Straße Zum Schützenwald gelegen, ist die Garnisonskirche des evangelischen Standortpfarrers. Durch ihren 65 Meter hohen spitzen Turm ist sie weithin sichtbar. Zu dieser Personalkirchengemeinde, die auch über eine Kindertagesstätte verfügt, gehören alle im Standort Munster stationierten evangelischen Soldaten und deren Familienangehörige. Alle evangelischen Kirchen in Munster gehören zum Kirchenkreis Soltau.
Bereits seit den 1930er Jahren fanden in verschiedenen Lagerkirchen katholische Gottesdienste statt. 1959/60 wurde die von Josef Fehlig entworfene St.-Michael-Kirche als Garnisonskirche in der Bahnhofstraße erbaut. Die mit einem 37 Meter hohen freistehenden Turm ausgestattete Kirche ist nach dem Erzengel Michael benannt. Sie wird sowohl von der Militär- als auch von der Zivilgemeinde genutzt und gehört zum Dekanat Celle. Zur Kirchengemeinde gehört auch ein Kindergarten am Klappgarten und die Kirche Heilig Geist in Faßberg.
Eine neuapostolische Kirche befindet sich am Worthweg, ihre Gemeinde gehört zum Bezirk Lüneburg der Neuapostolischen Kirche in Norddeutschland.

## Politik

### Rat
Der Rat der Stadt Munster besteht aus 32 Ratsfrauen und Ratsherren. Dies ist die gemäß § 46 NKomVG festgelegte Anzahl für eine Stadt mit einer Einwohnerzahl zwischen 15.001 und 20.000. Die 32 Ratsmitglieder werden durch eine Kommunalwahl für jeweils fünf Jahre gewählt. Stimmberechtigt im Rat ist außerdem der hauptamtliche Bürgermeister Grube.
Bei der Kommunalwahl 2021 ergab sich folgende Sitzverteilung:
| Sitzverteilung ab 2021 im Rat der Stadt MunsterInsgesamt 32 Sitze - SPD: 11 - Grüne: 4 - WGM: 2 - FDP: 2 - CDU: 13 |

Die letzten Kommunalwahlen ergaben die folgenden Sitzverteilungen und Ergebnisse:
| Kommunalwahl | CDU         | SPD         | Grüne      | FDP       | WGM       | parteilos 1 | PARTEI    | NPD       | Gesamt   |
| ------------ | ----------- | ----------- | ---------- | --------- | --------- | ----------- | --------- | --------- | -------- |
| 2021         | 13 (40,1 %) | 11 (34,2 %) | 4 (11,5 %) | 2 (6,6 %) | 2 (5,6 %) | 0 (2,1 %)   | 0         | 0         | 32 Sitze |
| 2016         | 17 (51,7 %) | 11 (34,6 %) | 0          | 2 (6,3 %) | 0         | 1 (3,3 %)   | 1 (4,2 %) | 0         | 32 Sitze |
| 2011         | 13 (48,2 %) | 10 (39,5 %) | 0          | 1 (5,6 %) | 0         | 1 (3,7 %)   | 0         | 1 (3,0 %) | 26 Sitze |

### Bürgermeister

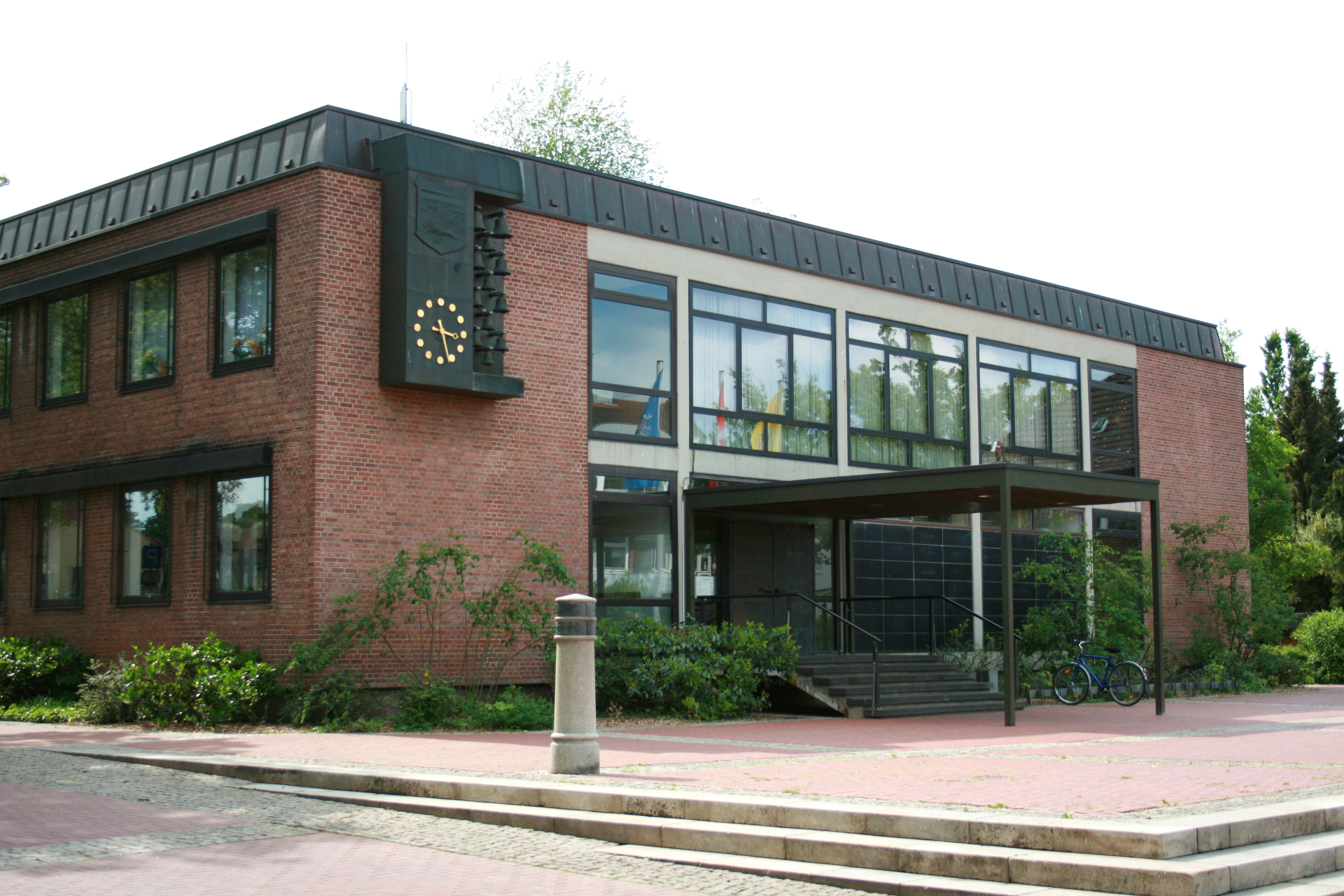
Rathaus

Hauptamtlicher Bürgermeister der Stadt Munster ist seit 2021 Ulf-Marcus Grube (CDU). Bei den Kommunalwahlen im September 2021 konnte zunächst keiner der drei Kandidaten mehr als die Hälfte der Stimmen erreichen. Die darauffolgende Stichwahl gewann Grube mit 50,69 % der Stimmen gegen die Amtsinhaberin Christina Fleckenstein (SPD), welche 49,31 % der Stimmen erreichte. Frau Fleckenstein war seit 2014 hauptamtliche Bürgermeisterin der Stadt.

### Wappen

Wappen von 1937

Der Oberpräsident der Provinz Hannover verlieh der damaligen Gemeinde Munster, mit Erlass vom 4. März 1937, ein Wappen. Das Wappen zeigte auf Gold unter blauem Schildhaupt, das mit einem liegenden, goldgereiften silbernen Schwert belegt ist, einen nach rechts gewendeten, feuerspeienden rotbewehrten blauen Drachen. Auf Antrag des Rates der Gemeinde Munster vom 18. April 1967 verfügte der Regierungspräsident in Lüneburg am 17. Mai 1967, den Schildergrund des 1937 verliehenen Wappens von Gold auf Silber zu ändern und eine Ortsflagge in den Farben Blau-Weiß zu genehmigen.

### Partnerstädte
- Radcliff, Kentucky, USA, seit 1984
- Mitschurinsk, Russland, seit 1991, seit März 2022 ausgesetzt aufgrund des russischen Angriffskrieges gegen die Ukraine[12]

- Éragny-sur-Oise, Frankreich, seit 1999

- Muggiò, Italien, seit 2018[13]

## Kultur und Sehenswürdigkeiten

### Bauwerke
- Deutsches Panzermuseum
- St.-Urbani-Kirche (13. Jahrhundert)
- Der Ollershof ist ein frei zugängliches Freilichtmuseum.
- Die Schafstallkirche St. Martin ist ein alter Schafstall, der in eine Kirche umgebaut wurde
- Stadtbücherei
- St.-Stephanus - Kirche: der Militärkirchengemeinde zugeordnete Kirche; das höchste Gebäude Munsters
- Lili-Marleen-Figuren „Vor der Laterne“, 1987 von Claus Homfeld, Bremen geschaffen. Sie steht an dem Platz, an dem sich 1893 das Kasernentor zum Munsterlager befand
- Niedersachsenbrunnen mit acht Pferden, die die ehemals selbständigen Gemeinden der Stadt symbolisieren, von Jos Pirkner (1991)
- Allwetterbad Munster
- Erholungsgebiet Flüggenhofsee
- 9-Loch-Golfplatz Munster-Kohlenbissen, Anfang der 1960er Jahre auf einem ehemaligen Flugfeld angelegt, in typischer Heidevegetation
- Modellautorennbahn „Hollmoorring“

Sehenswürdigkeiten
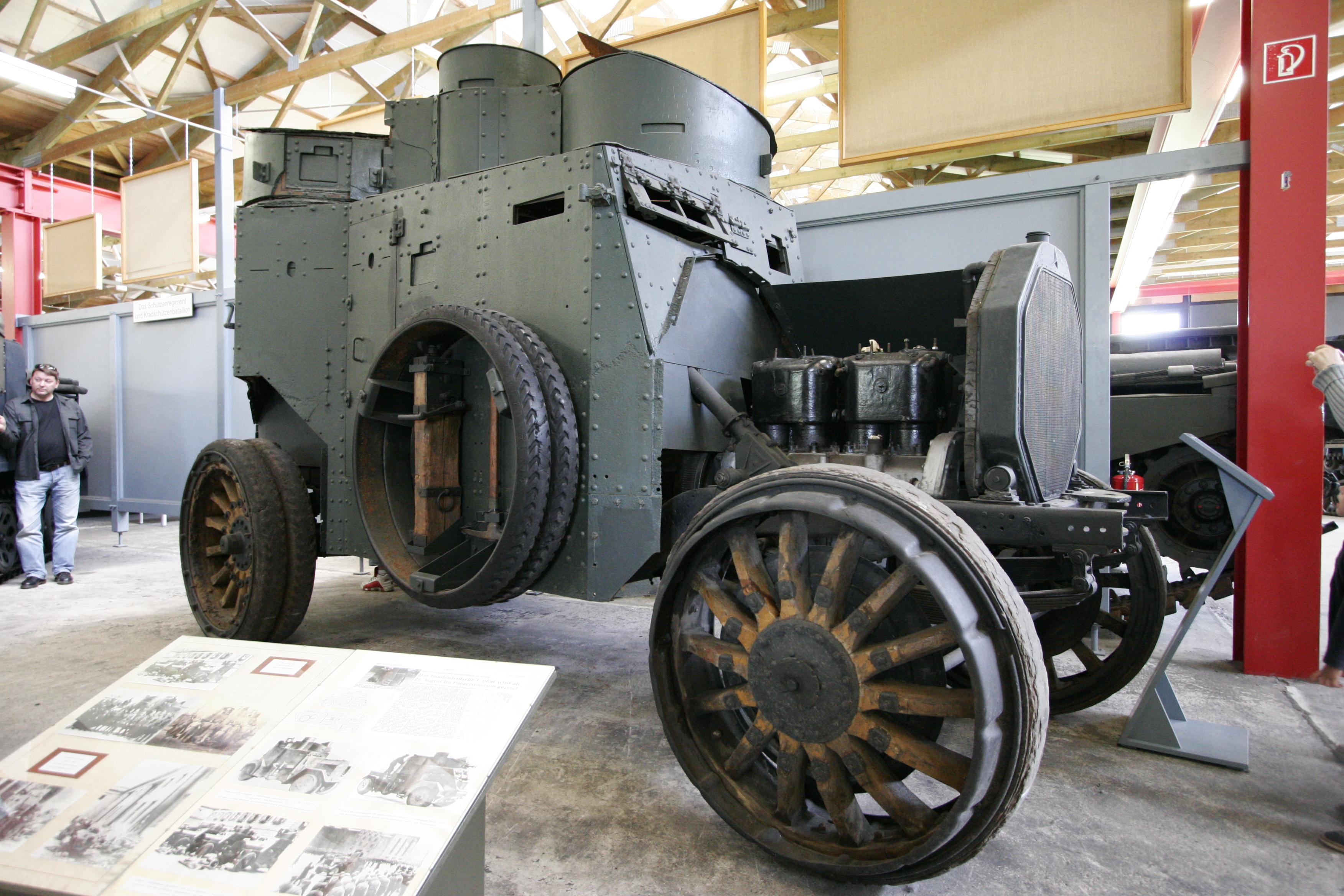
Panzermuseum: Einziges erhaltenes Exemplar Schupo-Sonderwagen Typ Daimler DZVR 21
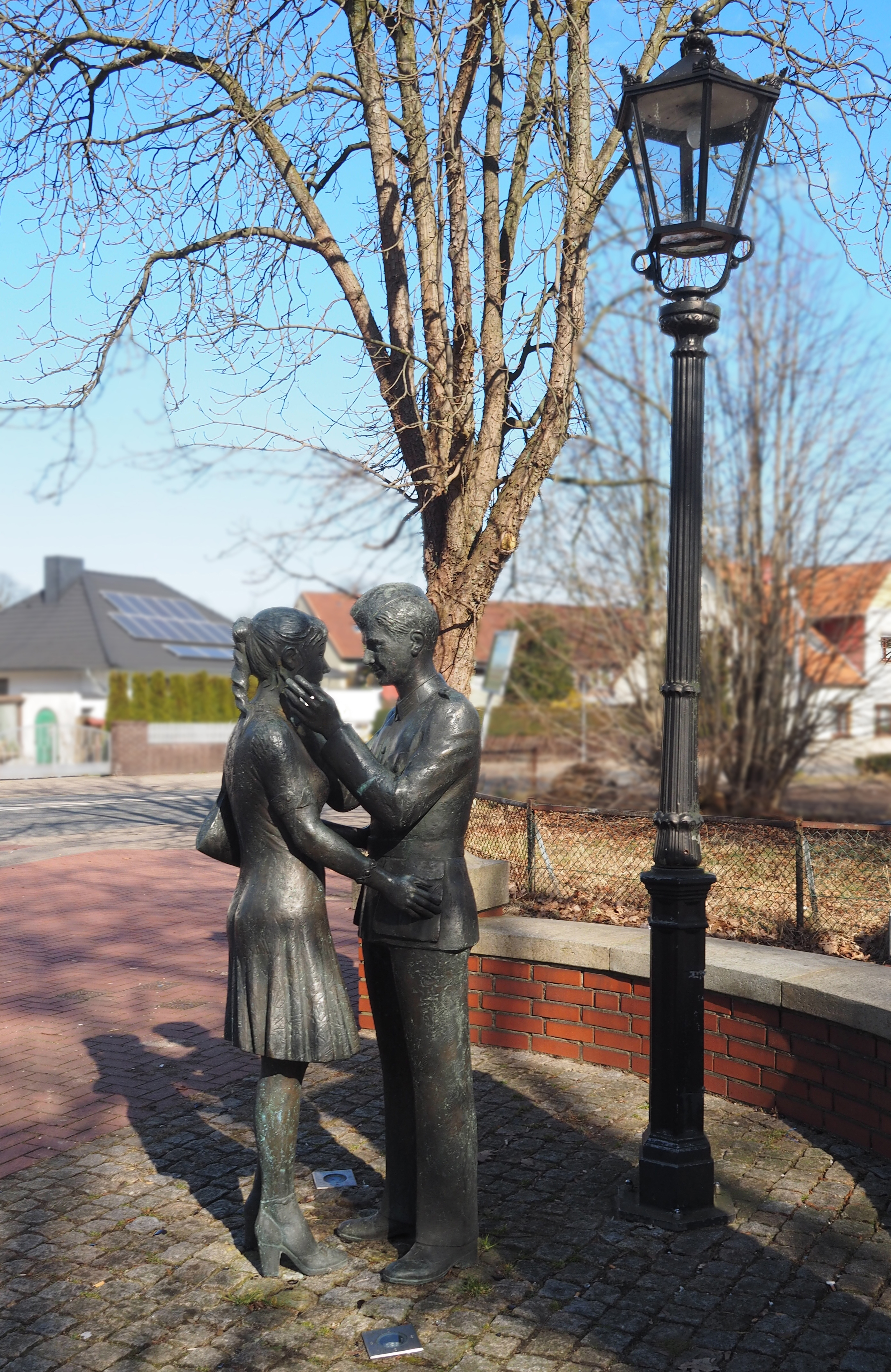
Lili Marleen „Vor der Laterne“
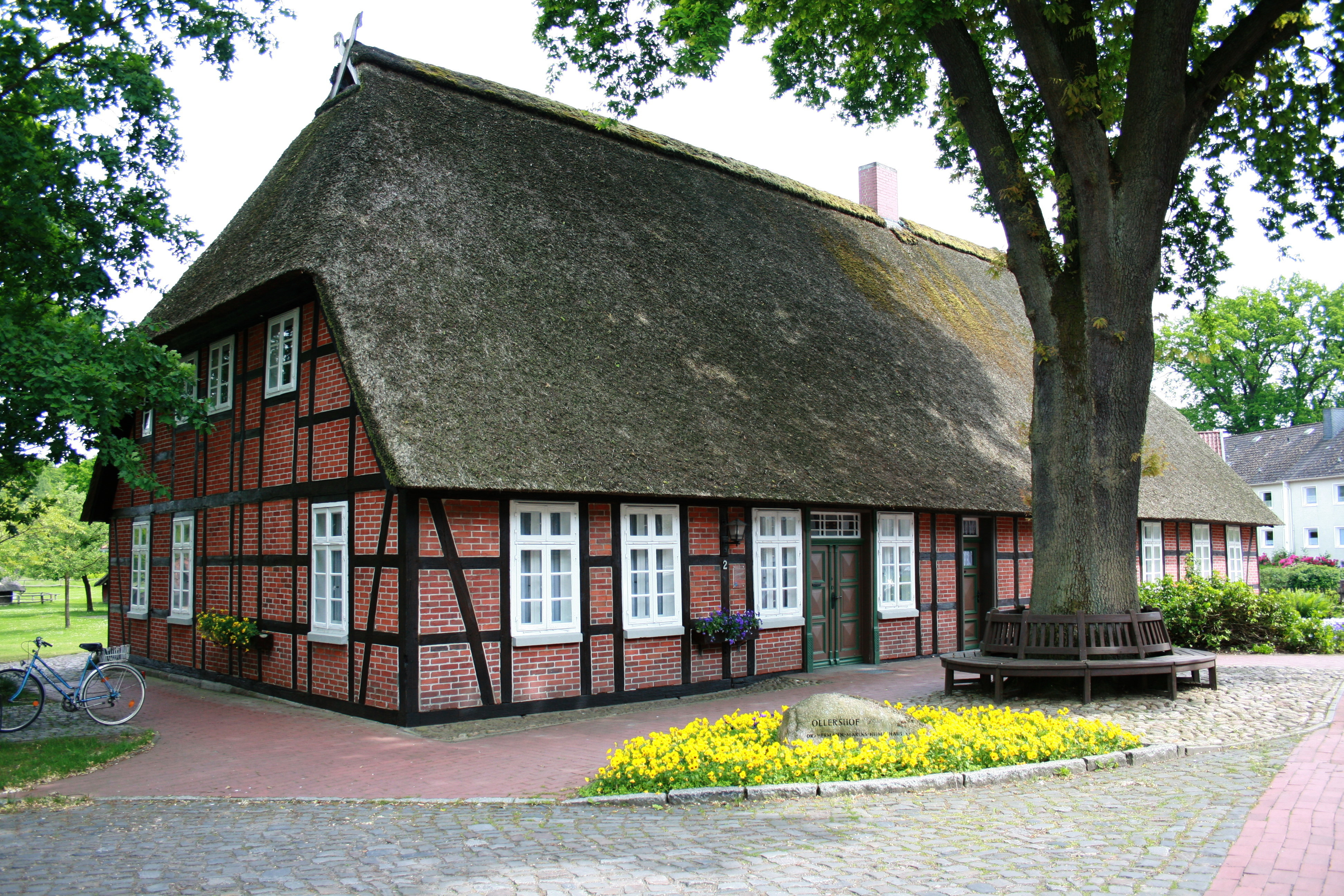
Haupthaus des Ollershofes
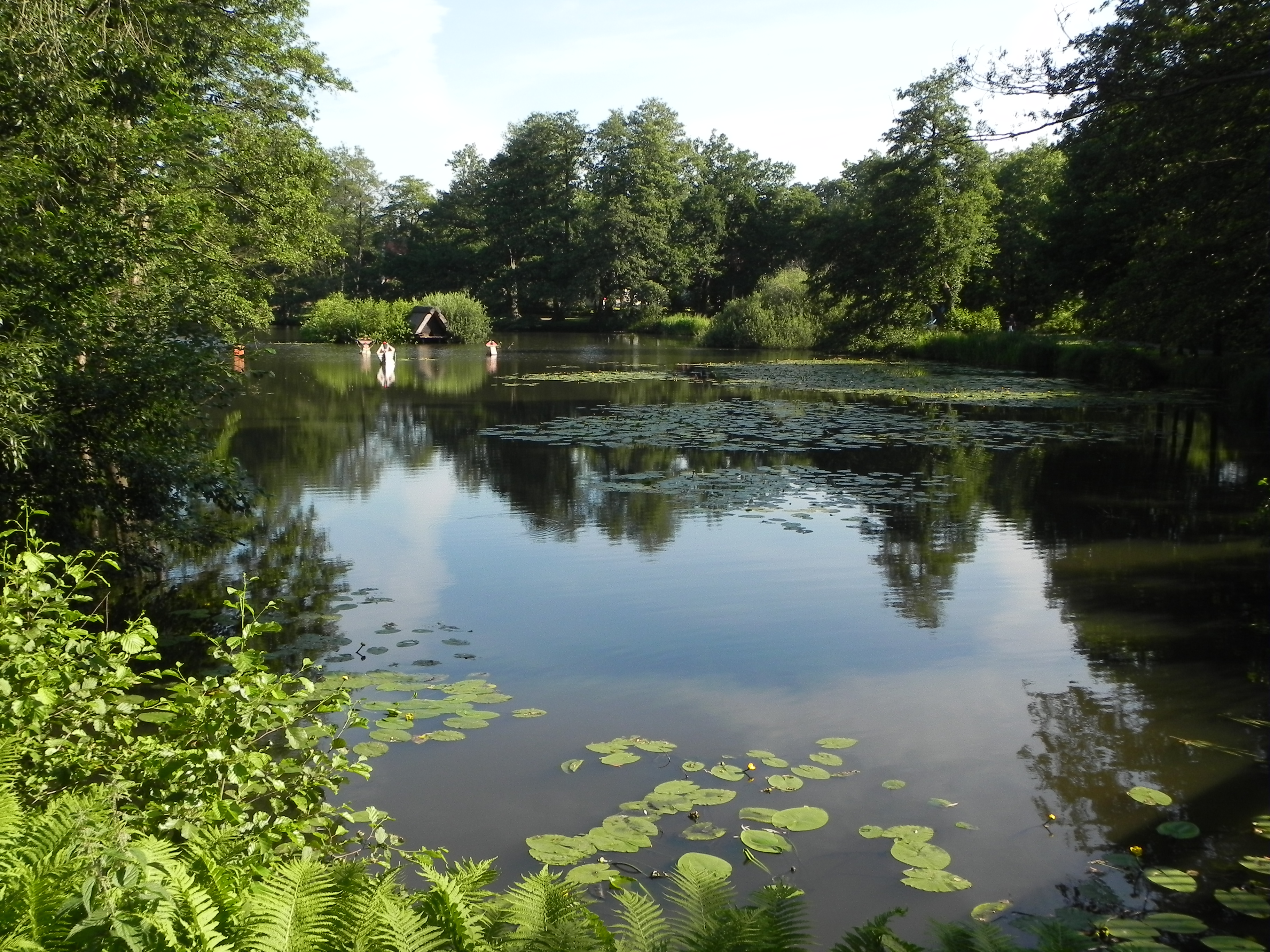
Mühlenteich der Örtze in der Nähe des Ortszentrums
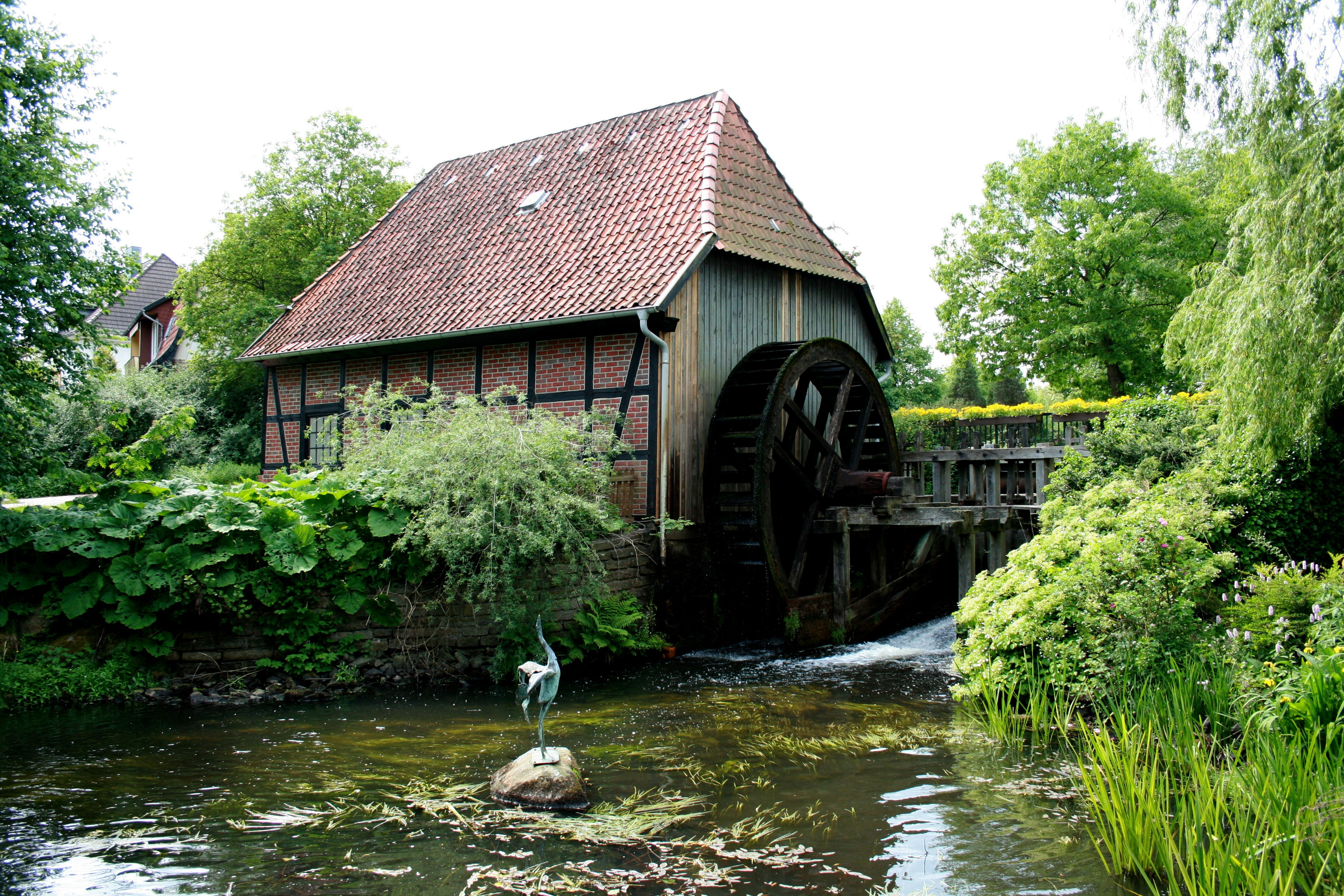
Wassermühle Munster
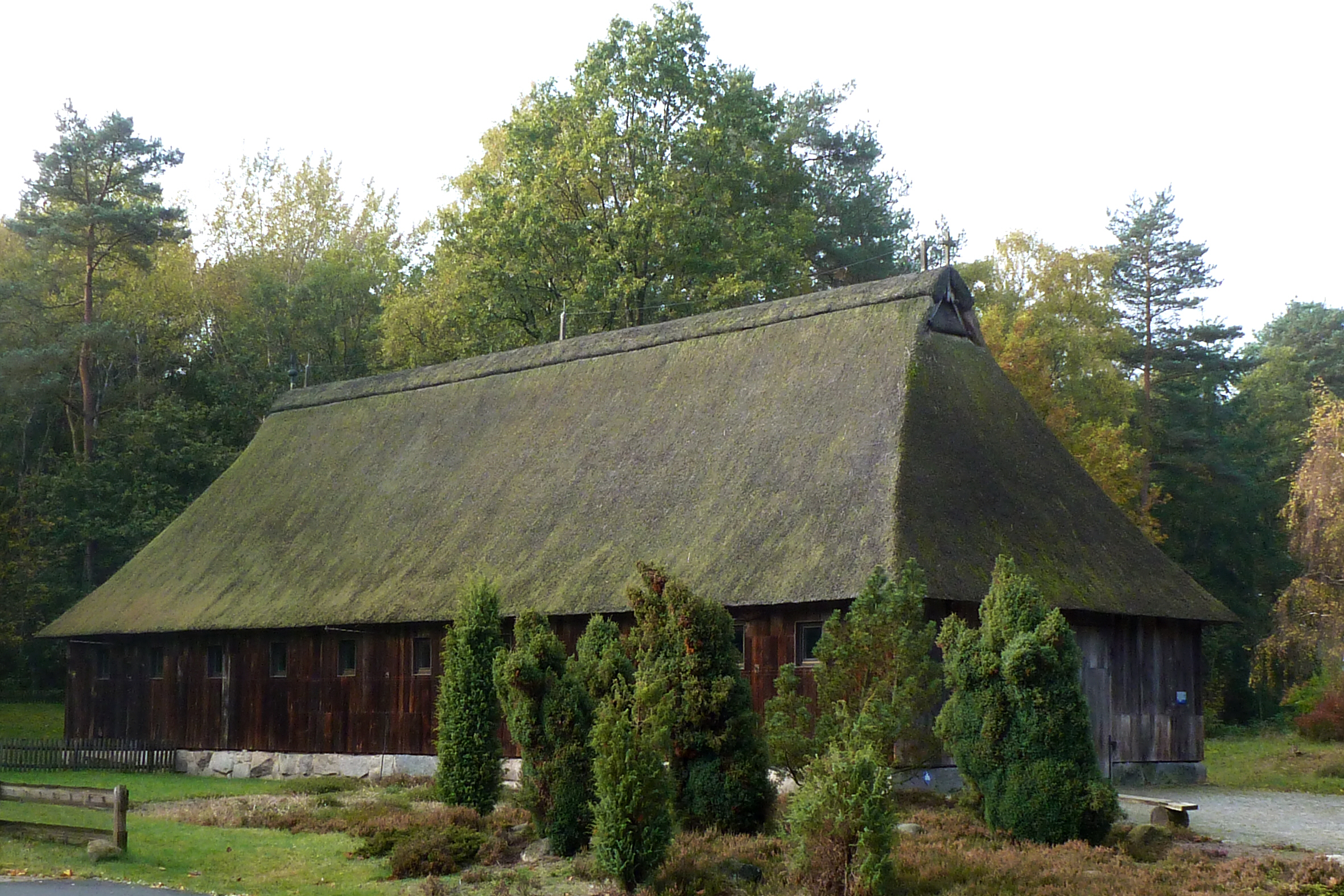
Schafstallkirche St. Martin

### Glaskunst
- "Glasplastik und Garten", Internationale Ausstellung alle drei Jahre[14]

## Wirtschaft und Infrastruktur
Größter Wirtschaftsfaktor und Arbeitgeber in Munster ist die Bundeswehr. Von überregionaler Bedeutung sind die Firmen Heinrich Meyer-Werke Breloh GmbH & Co. KG (Meyer Breloh), die Fenster- & Türenwerke, Holzwerke und eine Spedition & Logistik am Hauptstandort Breloh betreibt sowie die 60 Mitarbeiter zählende Entwicklungs- und Anlagenbaufirma Frank Abels Consulting und Technology GmbH.

### Bundeswehr
Munster ist der größte Standort des deutschen Heeres und viertgrößter Standort der Bundeswehr. Im Stationierungskonzept 2011 sind 5270 Dienstposten vorgesehen. Hinzu kommen Lehrgangsteilnehmer.
Jährlich findet hier die „Informationslehrübung (ILÜ) Landoperationen“ statt. Fähigkeiten und Technik des Heeres werden darin den Offizieren der Offizierschule des Heeres und der Führungsakademie der Bundeswehr dargestellt.
Stationiert sind in Munster die Panzertruppenschule mit der Schule gepanzerte Kampftruppen und der Heeresaufklärungsschule, die Panzerlehrbrigade 9 mit dem Panzergrenadierlehrbataillon 92, dem Panzerlehrbataillon 93 und dem Artillerielehrbataillon 325, die 2. Kompanie/Feldjägerregiment 2 und ein Sanitätsversorgungszentrum. Im Standort sind auch das Wehrwissenschaftliche Institut für Schutztechnologien – ABC-Schutz, die Truppenübungsplatzkommandantur, ein Kraftfahrausbildungszentrum (Simulator), das Bundeswehr-Dienstleistungszentrum, ein Sanitätsunterstützungszentrum, eine Bundeswehrfeuerwehr und eine Sanitätsstaffel Einsatz.
2023 findet dort die Ausbildung der ukrainischen Soldaten an den Panzern Marder und Leopard statt.
Drei Evangelische Militärpfarrämter und ein Katholisches Militärpfarramt betreuen Soldaten und Bürger. Die Evangelische Arbeitsgemeinschaft für Soldatenbetreuung betreibt das Haus „OASE – ZUM OERTZETAL“.

### Altlasten
Bereits während des Ersten Weltkriegs erprobte das deutsche Militär am „Gasplatz Breloh“ chemische Kampfstoffe für die Gastruppen, die 1915 an der Westfront erstmals zum Einsatz kamen. Bei Abrüstungsarbeiten nach Kriegsende explodierte im Oktober 1919 in Breloh ein mit Kampfmitteln beladener Güterzug. Mit der Einrichtung der Heeresversuchsstelle Raubkammer im Truppenübungsplatz Munster-Nord nahm die Wehrmacht die Kampfstofferprobung ab 1935 wieder auf und betrieb eine Pilotanlage für die Produktion von Tabun und Sarin. Nach dem Zweiten Weltkrieg wurden diese Anlagen durch britische Truppen gesprengt, was aber zu Kontaminationen führte. Nach Übernahme des Truppenübungsplatzes Munster-Nord richtete die Bundeswehr eine Erprobungsstelle für ABC-Schutz ein, aus der die Wehrwissenschaftliche Dienststelle für ABC-Schutz und später das  Wehrwissenschaftliche Institut für Schutztechnologien – ABC-Schutz hervorging. Die WWD betrieb seit Dezember 1982 eine Verbrennungsanlage zur Entsorgung der zahlreichen aus den Arbeiten mit Kampfstoffen resultierenden Altlasten. Seit dem 17. Dezember 1997 sind der Betrieb dieser und einer zweiten Verbrennungsanlage auf die „Gesellschaft zur Entsorgung chemischer Kampfstoffe und Rüstungs-Altlasten (GEKA mbH)“, eine privatrechtlich organisierte, zu 100 Prozent im Bundesbesitz befindliche Gesellschaft, übergegangen.
Diese Anlagen sind durch internationale Rüstungskontrollverträge zertifiziert.
Im September 2019 wurde damit begonnen, den Dethlinger Teich, eine etwa 3 km von Munster entfernt liegende ehemalige Kieselgur-Grube zu sanieren. In dieser Grube wurden während und nach dem Zweiten Weltkrieg Sprengstoffe und chemische Kampfstoffe versenkt.

### Bildung
Munster beherbergte im Jahr 2024 zwei Grundschulen, eine Haupt- und Realschule sowie ein Gymnasium.

### Verkehr
Munster liegt an der Bundesstraße 71 zwischen Soltau und Uelzen in der Nähe der BAB 7. Wichtigste öffentliche Verkehrsanbindung in Richtung Bremen und Uelzen ist der Bahnhof Munster an der traditionsreichen Bahnstrecke Uelzen–Langwedel, die ursprünglich als Amerikalinie von Berlin nach Bremerhaven führte. Bis zur Aussetzung der Wehrpflicht 2011 wurde Munster von Bundeswehr-Intercitys angefahren, welche direkt die Kaserne (Haltepunkt Emminger Weg) bedienten. Heute verkehren nur die Triebwagen der Relation Bremen – Soltau – Uelzen. Auf der Bahnstrecke Beckedorf–Munster findet seit 1970 kein regulärer Personenverkehr statt.

## Persönlichkeiten

### In Munster geboren
- Heinrich Cohrs (1850–1914), geboren im heutigen Ortsteil Töpingen, Landschaftsmaler
- Clemens Neuhaus (1927–1991), auf Motive der Lüneburger Heide spezialisierter Maler
- Hans-Jürgen Hellfritz (* 1947), Bundesliga-Fußballspieler, u. a. beim Hamburger SV und Eintracht Braunschweig
- Lutz Winkelmann (* 1956), geboren im heutigen Ortsteil Ilster, Politiker (CDU), Abgeordneter im Niedersächsischen Landtag
- Michael Knoke (1968–2010), Schriftsteller
- Stephan Bothe (* 1984), Politiker (AfD)

### Mit Munster verbunden
- Mathias Jeschke (* 1963), Verlagslektor, Schriftsteller und Herausgeber, in Munster aufgewachsen
- Martin Visbeck (* 1963), Ozeanograph, Klimaforscher und Hochschullehrer
- Marcus Wedau (* 1975), Bundesliga-Fußballspieler, u. a. bei KFC Uerdingen 05 und MSV Duisburg, spielte für die Juniorenmannschaft des SV Munster
- Lars Klingbeil (* 1978), Politiker, Parteivorsitzender (SPD), MdB, in Munster aufgewachsen